# NGC 5308
NGC 5308 ist eine Linsenförmige Galaxie vom Hubble-Typ S0 im Sternbild Großer Bär am Nordsternhimmel, die schätzungsweise 95 Millionen Lichtjahre von der Milchstraße entfernt ist. 
Das Objekt wurde am 19. März 1790 von Wilhelm Herschel mithilfe seines 18,7-Zoll-Spiegelteleskops entdeckt und später von Johan Dreyer in seinen New General Catalogue aufgenommen.